# 1950年の映画
1950年の映画（1950ねんのえいが）では、1950年（昭和25年）の映画分野の動向についてまとめる。
1949年の映画 - 1950年の映画 - 1951年の映画

## 出来事

### 世界
- 米国、テレビの普及率が高まり、映画人口30億人に減少[1]。
- 4月 - 米国、米国最高裁で再審が却下されて、ハリウッド・テンに対し、禁錮・罰金の実刑が確定[2][1][3]。
- 11月3日 - イタリア、ミケランジェロ・アントニオーニ監督の初の長編劇映画『ある恋の記録（英語版）』[4]公開[1][5]。
- 12月 - イタリア、フェデリコ・フェリーニ監督のデビュー作『寄席の脚光』公開[1][6]。
- 月日不詳
  - ソ連、ソ連映画30周年記念祭開催[7]。

### 日本
- 1月
  - 1月14日 - 東宝、自主製作再開[8][9]。
  - 1月16日 - 新東宝配給株式会社創立[10][8][9]。
  - 1月17日 - 公正取引委員会、東宝と新東宝を独占禁止法の疑いで取調べ[9]。
  - 1月19日 - 時代劇の公開を各系統ごと月1本以内に自粛[9]。
- 2月
  - 東宝争議の妥結資金により日本映画演劇労働組合（日映演）が製作した『暴力の街』（山本薩夫監督）が公開[8]。第1次独立プロ運動への道を開いた[8]。
  - 2月16日 - 電力制限全面解除[11]。
  - 2月17日 - 映画倫理規程管理委員会（旧映倫）は、映画宣伝や広告も審査対象とすることを決定[9]。
  - 2月28日 - 公正取引委員会から審書送達、3月1日から日本映画界は原則フリー・ブッキング制に切替え[12][10][8]。
- 3月
  - 東宝、新東宝の提携問題の紛争が解決し、両者が完全に分離する[8]。3月20日、東宝・新東宝間の協定が成立[9]。
  - 3月1日 - 入場税の税率が150から100パーセントに軽減される[13][10][8]。
  - 3月11日 - 関西の東宝洋画系（T・Y）と松竹洋画系（S・Y）が完全提携[9]。
  - 3月22日 - 東宝、入場税約2億1000万円が滞納となり、東京都より主要劇場の公売通告を受けるが、三和銀行の緊急融資により危機を脱する[14][9]。
- 4月
  - 4月6日 - 大映、映画芸術協会、山本嘉次郎・黒澤明・成瀬巳喜男・谷口千吉・本木荘二郎の5氏と契約[12]。
  - 4月18日 - 衆院本会議で「映画産業振興に関する決議」を可決[15]。
  - 4月22日 - 山本富士子、第1回ミス日本に選ばれる[11]。
- 5月
  - 岩波映画製作所創立[8]。
  - 5月17日 - 東宝、経営再建のため1,200名の人員整理を発表[15]。
- 6月
  - 大映、台湾へ戦後初輸出、『新愛染かつら』（1948年公開、久松静児監督）[16][12]。
  - 6月15日 - 『きけ、わだつみの声』（製作：東横映画・配給：東京映画配給）封切り、ヒット[17]。
  - 6月24日 - 日本映画監督協会は東宝の人員整理に反発し、演出・脚本の提供をしない旨を申入れ[15]。シナリオ作家協会も同調[15]。
- 7月
  - 東京通信工業（のちのソニー）、日本初のテープレコーダーを発売[14]。
  - 7月1日 - 帝国劇場、東宝から独立[15]。
  - 7月10日 - 大映、ディズニーおよびサミュエル・ゴールドウィン・プロ（英語版）と輸入配給契約締結[7][12]。
  - 7月18日 - 毎日NBCテレヴィニュース〔ママ〕新登場、大映委託配給扱い[12]。
  - 7月24日 - 京都市左京区・松竹下加茂撮影所、フィルム倉庫から出火、大正12年以降の貴重なネガフィルム、ステージ1棟のほか建物1,200平方メートルを消失[18][19]。
  - 7月28日 - 日本映画監督協会、対東宝非協力声明を撤回[15]。
  - 7月31日 - 松竹から独立した吉村公三郎・新藤兼人・絲屋寿雄が近代映画協会設立[20][14][8][注 1]。
- 8月
  - 労働争議と分裂のために映画製作能力を欠いた東宝が、2週間興行に穴を開けるという失態を演じる[21]。
  - 宝塚スターの映画出演が認められる[15]。
  - 松竹、米モノグラム（英語版）、アライド・アーチスツ、イタリフィルムと配給契約締結[7]。
  - 8月21日 - 大映京都撮影所第2ステージから出火、同ステージ全焼、隣接の錄音室を半焼[12]。
  - 8月25日 - 日本共産党東宝撮影所細胞に解散命令が下り幹部14名を追放[15]。
- 9月
  - 9月3日 - ジェーン台風、関西の映画演劇興行場、被害多数[12]。
  - 9月15日 - 大映洋画部設立[12]。
  - 9月22日 - 松竹、東宝、大映がレッドパージで137名を追放[8][11][22]。
  - 9月26日 - 大映洋画部第1回提供作品は、ディズニーの初の長篇アニメ『白雪姫』（デイヴィッド・ハンド監督）、帝国劇場ロードショー公開[12][注 2]、ヒット[1][23]。
  - 9月28日 - 東宝、新社長に小林冨佐雄就任[22]。30日、小林は「興行重点主義による企業再建、社内刷新、経営健全化、不良社員の淘汰」などの再建方針を発表[22]。
- 10月
  - 東和商事、三映社、東映社が主にフランス映画の輸入配給をする新外映配給創立[8]。フランス映画の輸入隆盛[1]。
  - 10月1日 - 大映、近代映画協会と契約締結[12]。
  - 10月13日 - 政府、GHQの承認を得て1万90人の公職追放解除を発表[8][22]。城戸四郎、森岩雄ら公職追放者29名全員が映画界に復帰する[8]。
  - 10月14日 - 米俳優ボブ・ホープ、日本および朝鮮前線の国連軍慰問のため来日[12]。
  - 10月16日 - 新東宝、経営難打開のため、2億3000万円の負債棚上げ決定[12]。
  - 10月23日 - 東宝、模造品の流通、劇場入場時の不正使用が横行し、社員バッチ使用禁止を通達[24]。
- 11月
  - 11月5日 - 民間企業のレッドパージは9,611名[22]。15日、政府機関のレッドパージは1,171名[22]。
  - 11月10日 - NHK東京テレビジョン実験局、定期実験放送を開始[11]。
  - 11月29日 - 東宝・東京映画配給（のちの東映）間で映画製作・映画配給の提携成立[24]。
- 12月
  - 大映、〔米軍統治下の〕沖縄へ戰後初輸出、『遙かなり母の国』[25]・『妻も恋す』[26]・『火山脈』[27]の3本[12]。
  - 12月1日 - 入場税の滞納・脱税が多かったので、東京では票券（チケット）を東京都が映画館に供給するようになる[24][28][10][22]。大阪は翌1951年8月1日から[28]。
  - 12月14日 - シナリオ作家協会設立[29][24]。
  - 12月22日 - 『偽れる盛装』（吉村公三郎監督）、NHK映画委員会選出1950年度ベストテン邦画第1位に選出[12]。
  - 12月25日 - 東宝、映画製作面の強化のため、本社に企画本部を設置、本部長に文藝春秋新社社長佐佐木茂索を委嘱[24]。
  - 12月27日 - 『腰抜け二挺拳銃』（ノーマン・Z・マクロード監督）公開[30]、ヒット[1]。主演のボブ・ホープが人気となる[1]。
  - 12月28日
    - 映画産業振興審議会発足[22]。
    - 東宝、日映演東宝支部との紛争解決[24]。

## 周年
- 創業55周年
  - 松竹

## 日本の映画興行
- 入場料金（大人） 
  - 60円（東京の邦画封切館）[31]
  - 64円60銭（統計局『小売物価統計調査（動向編） 調査結果』[32]銘柄符号 9341「映画観覧料」）[33]
- 入場者数 7億1870万人（1年間に1人平均8.6回鑑賞）[34]

| 映画製作会社 | 公開本数 |
| ------------ | -------- |
| 松竹         | 42       |
| 東宝         | 16       |
| 大映         | 43       |
| 新東宝       | 28       |
| 東横映画     | 25       |
| 太泉映画     | 13       |
| その他       | 48       |
| 合計         | 215      |

出典：『映画統計資料 : 昭和21年1月-30年12月(10年間)』日本映画連合会、1956年、1頁。NDLJP:1694281。

## 各国ランキング

### 日本配給収入ランキング
| 順位 | 題名           | 配給   | 配給収入 |
| ---- | -------------- | ------ | -------- |
| 1    | 宗方姉妹       | 新東宝 | 8378万円 |
| 2    | 自由学校       | 大映   | 8000万円 |
| 3    | 佐々木小次郎   | 東宝   | 7845万円 |
| 4    | 続佐々木小次郎 | 東宝   | 6732万円 |
| 5    | 帰郷           | 松竹   | 6037万円 |
| 6    | 紅蝙蝠         | 大映   | 5881万円 |
| 7    | 月の渡り鳥     | 大映   | 5870万円 |
| 8    | 自由学校       | 松竹   | 5823万円 |
| 9    | 銭形平次       | 大映   | 5400万円 |
| 10   | おぼろ駕籠     | 松竹   | 5335万円 |

出典:『キネマ旬報ベスト・テン85回全史 1924-2011』キネマ旬報社〈キネマ旬報ムック〉、2012年5月、80頁。ISBN 978-4873767550。
| 順位 | 題名               | 製作国             | 配給              | 配給収入 |
| ---- | ------------------ | ------------------ | ----------------- | -------- |
| 1    | 白雪姫             | アメリカ合衆国の旗 | 大映洋画部        | 7323万円 |
| 2    | 黒水仙             | イギリスの旗       | 英国映画協会＝NCC | 6518万円 |
| 3    | ジャンヌ・ダーク   | アメリカ合衆国の旗 | セントラル        | 6502万円 |
| 4    | サン・アントニオ   | アメリカ合衆国の旗 | セントラル        | 5983万円 |
| 5    | 情婦マノン         | フランスの旗       | SEF＝東宝         | 5873万円 |
| 6    | アラビアン・ナイト | アメリカ合衆国の旗 | セントラル        | 5497万円 |
| 7    | 征服されざる人々   | アメリカ合衆国の旗 | セントラル        | 5394万円 |
| 8    | 海の征服者         | アメリカ合衆国の旗 | セントラル        | 5382万円 |
| 9    | ドン・ファンの冒険 | アメリカ合衆国の旗 | セントラル        | 4863万円 |
| 10   | カリフォルニア     | アメリカ合衆国の旗 | セントラル        | 4637万円 |

出典:『キネマ旬報ベスト・テン85回全史 1924-2011』キネマ旬報社〈キネマ旬報ムック〉、2012年5月、81頁。ISBN 978-4873767550。

## 受賞
- 第23回アカデミー賞
  - 作品賞 - 『イヴの総て』 - 20世紀フォックス
  - 監督賞 - ジョーゼフ・L・マンキーウィッツ - 『イヴの総て』
  - 主演男優賞 - ホセ・フェラー - 『シラノ・ド・ベルジュラック』
  - 主演女優賞 - ジュディ・ホリデイ - 『ボーン・イエスタデイ』
  - 助演男優賞 - ジョージ・サンダース - 『イヴの総て』
  - 助演女優賞 - ジョセフィン・ハル - 『ハーヴェイ』
- 第8回ゴールデングローブ賞
  - 作品賞 - 『サンセット大通り』
  - 主演男優賞 (ドラマ部門) - ホセ・フェラー - 『シラノ・ド・ベルジュラック』
  - 主演女優賞 (ドラマ部門) - グロリア・スワンソン - 『サンセット大通り』
  - 主演男優賞 (ミュージカル・コメディ部門) - フレッド・アステア - 『土曜は貴方に』
  - 主演女優賞 (ミュージカル・コメディ部門) - ジュディ・ホリデイ - 『ボーン・イエスタデイ』
  - 監督賞 - ビリー・ワイルダー - 『サンセット大通り』
- 第12回ヴェネツィア国際映画祭
  - 金獅子賞 - 『裁きは終りぬ』 - アンドレ・カイヤット監督、 フランス
- 第1回ブルーリボン賞
  - 作品賞 - 『また逢う日まで』
  - 主演男優賞 -  山村聰（『宗方姉妹』）
  - 主演女優賞 - 淡島千景（『てんやわんや』）
  - 監督賞 - 今井正（『また逢う日まで』）
- 第24回キネマ旬報ベスト・テン
  - 外国映画第1位 - 『自転車泥棒』
  - 日本映画第1位 - 『また逢う日まで』
- 第5回毎日映画コンクール
  - 日本映画大賞 - 『また逢う日まで』
- 都民映画コンクール賞
  - 『帰郷』・『また逢う日まで』・『偽れる盛装』[注 3]・『暁の脱走』・『きけ わだつみのこえ』（順不同）[46](pp72 - 84)[注 4]
- 第5回文部省芸術祭賞
  - 映画部門 - 『帰郷』[46](p72)[47]

## 誕生
- 1月23日 - でんでん、 日本、男優
- 1月24日 - ダニエル・オートゥイユ、 フランス、男優
- 1月25日 - 森田芳光、 日本、映画監督
- 1月30日 - トリニダード・シルヴァ、 アメリカ合衆国、男優
- 2月12日 - マイケル・アイアンサイド、 カナダ、男優
- 2月18日 - シビル・シェパード、 アメリカ合衆国、女優
- 2月18日 - ジョン・ヒューズ、 アメリカ合衆国、映画監督・プロデューサー・脚本家
- 2月22日 - ジュリー・ウォルターズ、 イングランド、女優
- 2月25日 - ニール・ジョーダン、 アイルランド、映画監督
- 3月6日 - 鈴置洋孝、 日本、声優
- 3月11日 - ジェリー・ザッカー、 アメリカ合衆国、映画監督・プロデューサー
- 3月13日 - ウィリアム・H・メイシー、 アメリカ合衆国、男優
- 3月16日 - ケイト・ネリガン、 カナダ、女優
- 3月18日 - ブラッド・ドゥーリフ、 アメリカ合衆国、男優
- 3月20日 - ウィリアム・ハート、 アメリカ合衆国、男優
- 3月26日 - マーティン・ショート、 カナダ、コメディアン・男優
- 3月30日 - ロビー・コルトレーン、 スコットランド、男優
- 3月31日 - 舘ひろし、 日本、男優
- 4月4日 - クリスティーン・ラーティ、 アメリカ合衆国、女優
- 4月13日 - ロン・パールマン、 アメリカ合衆国、男優
- 4月16日 - デヴィッド・グラフ、 アメリカ合衆国、男優
- 4月29日 - フィリップ・ノイス、 オーストラリア、映画監督
- 5月6日 - 中野良子、 日本、女優
- 5月12日 - ガブリエル・バーン、 アイルランド、男優
- 6月8日 - キャシー・ベイカー、 アメリカ合衆国、女優
- 6月12日 - ベリンダ・バウアー、 オーストラリア、女優
- 6月24日 - ナンシー・アレン、 アメリカ合衆国、女優
- 7月26日 - 萩原健一、 日本、男優
- 9月6日 - 市毛良枝、 日本、女優
- 9月21日 - ビル・マーレイ、 アメリカ合衆国、男優・コメディアン
- 9月28日 - ジョン・セイルズ、 アメリカ合衆国、映画監督・脚本家
- 10月1日 - ランディ・クエイド、 アメリカ合衆国、男優
- 10月5日 - 辺見マリ、 日本、女優
- 10月12日 - 鹿賀丈史、 日本、男優
- 10月13日 - 磯部勉、 日本、男優・声優
- 10月13日 - 大和田獏、 日本、男優
- 10月17日 - ハワード・ロリンズ、 アメリカ合衆国、男優
- 10月31日 - ジョン・キャンディ、 カナダ、コメディアン・男優
- 11月9日 - 梅沢富美男、 日本、男優
- 11月12日 - 田中秀幸、 日本、声優
- 11月12日 - 由美かおる、 日本、女優
- 11月28日 - エド・ハリス、 アメリカ合衆国、男優
- 12月6日 - 久石譲、 日本、作曲家
- 12月21日 - 神田正輝、 日本、男優

## 死去
| 日付 | 日付 | 名前                         | 出身国         | 年齢 | 職業                         |
| 1月  | 3日  | エミール・ヤニングス         | スイス         | 65   | 男優                         |
| 1月  | 12日 | ジョン・M・スタール          | アメリカ合衆国 | 63   | 映画監督・プロデューサー     |
| 1月  | 22日 | コリンヌ・リュシェール       | フランス       | 28   | 女優                         |
| 3月  | 10日 | マーガレット・ド・ラ・モット | アメリカ合衆国 | 47   | 女優                         |
| 4月  | 7日  | ウォルター・ヒューストン     | カナダ         | 66   | 男優                         |
| 10月 | 23日 | アル・ジョルソン             | リトアニア     | 64   | 男優・歌手・エンターテイナー |
| 10月 | 28日 | モーリス・コステロ           | アメリカ合衆国 | 73   | 舞台・映画男優               |
| 12月 | 28日 | ウィリアム・ガーウッド       | アメリカ合衆国 | 66   | 男優                         |